# Liste der Kulturdenkmale in Meusdorf (Frohburg)
In der Liste der Kulturdenkmale in Meusdorf sind die Kulturdenkmale des Frohburger Ortsteils Meusdorf verzeichnet, die bis Juni 2024 vom Landesamt für Denkmalpflege Sachsen erfasst wurden (ohne archäologische Kulturdenkmale). Die Anmerkungen sind zu beachten.
Diese Aufzählung ist eine Teilmenge der Liste der Kulturdenkmale in Frohburg.

## Meusdorf
| Bild                                    | Bezeichnung | Lage                | Datierung                                                       | Beschreibung | ID       |
| --------------------------------------- | --- | ------------------- | --------------------------------------------------------------- | --- | -------- |
| Direkt Bild zu diesem Denkmal hochladen | Wohnstallhaus, zwei Seitengebäude und Scheune eines Vierseithofes, sowie Pforte als Hofzugang und Einfriedung des Bauerngartens | Meusdorf 2 (Karte)  | Bezeichnet mit 1828                                             | Stattlicher Bauernhof mit großem massivem Wohnhaus mit Porphyrtuffgliederungen, ein Seitengebäude als Torhaus mit Sonnentor, Fachwerk-Scheune, beeindruckend geschlossen erhaltener Vierseithof, bau- und ortsgeschichtlich von Bedeutung. Alle Gebäude massiv, mit Krüppelwalmdach, Scheune mit Fachwerk (Hof nicht zugänglich). | 08971451 |
| Direkt Bild zu diesem Denkmal hochladen | Wohnstallhaus, Torhaus und Seitengebäude eines ehemaligen Vierseithofes                                                         | Meusdorf 3 (Karte)  | Bezeichnet mit 1828                                             | Alle drei Gebäude mit Fachwerk-Obergeschoss, Torhaus mit Tordurchfahrt und Pforte, in dieser Pforte springendes Pferd im Schlussstein, bau- und ortsgeschichtlich von Bedeutung. Stall mit Fledermausgauben, alles gut saniert. Scheune abgebrochen. | 08971454 |
|                                         | Wohnstallhaus und Torhaus eines Vierseithofes, sowie Pforte als Hofzugang                                                       | Meusdorf 4 (Karte)  | Bezeichnet mit 1827 (Bauernhaus); bezeichnet mit 1828 (Torhaus) | Beide Gebäude massiv mit Porphyrtuffgliederungen, Torhaus mit datiertem Schlussstein und Oberteil eines Sonnentores, bau- und ortsgeschichtlich von Bedeutung. Beide Gebäude mit Porphyrtuffgliederungen, Halbrundfenster und Krüppelwalmdach, übrige Gebäude verändert. Stall hofseitig Fachwerk, außen neu mit Holz verkleidet, Wohnhaus mit Inschrifttafel „1827“, nach Brand erneuert. Torhaus bezeichnet mit 1828 im Schlussstein.                                                                          | 08971457 |
| Direkt Bild zu diesem Denkmal hochladen | Torhaus eines Vierseithofes | Meusdorf 7 (Karte)  | Bezeichnet mit 1828                                             | Putzbau mit Porphyrtuffgliederungen, ortstypisches Seitengebäude, baugeschichtlich von Bedeutung. Wohnhaus mit Fachwerk-Obergeschoss, Giebel und Fenster stark verändert, alle Gebäude mit Krüppelwalmdach und Porphyrtuffgliederungen. Bezeichnet im Torhaus-Schlussstein. | 08971458 |
| Direkt Bild zu diesem Denkmal hochladen | Seitengebäude und Scheune eines Vierseithofes                                                                                   | Meusdorf 9 (Karte)  | Um 1830                                                         | Stallgebäude mit Fachwerk-Obergeschoss, Fachwerk-Scheune, baugeschichtlich von Bedeutung. Übrige Gebäude verändert, Wohnhaus, schmal mit hohem Dachstuhl und weit vorspringender Traufe, Fachwerk bei Sanierung herausgenommen, verputzt. | 08971456 |
| Direkt Bild zu diesem Denkmal hochladen | Häuslerhaus | Meusdorf 11 (Karte) | Um 1830                                                         | Mit Fachwerk-Obergeschoss, bau- und sozialgeschichtlich von Bedeutung | 08971455 |
| Direkt Bild zu diesem Denkmal hochladen | Wohnstallhaus, Seitengebäude, Torhaus und Scheune eines Vierseithofes, sowie Einfriedung des Bauerngartens                      | Meusdorf 13 (Karte) | Um 1830                                                         | Großer Bauernhof mit massivem Wohnhaus, mit Drillingsfenster (Palladio-Motiv) im Giebel, Torhaus mit Fachwerk-Obergeschoss, Fachwerk-Scheune, bemerkenswert authentische, sorgfältig gestaltete Hofanlage des 19. Jahrhunderts, bau- und ortsgeschichtlich von Bedeutung. Wohnhaus mit repräsentativem Giebel mit Halbrundfenster, Serliana, alles mit Porphyrtuffgewänden. Wohnhaus, Scheune und Auszugshaus mit Krüppelwalmdach, Torhaus mit Walmdach, Auszugshaus giebelständig, mit Porphyrtuffgliederungen. | 08971453 |
| Direkt Bild zu diesem Denkmal hochladen | Torhaus, Seitengebäude und Scheune eines Vierseithofes                                                                          | Meusdorf 14 (Karte) | Bezeichnet mit 1837                                             | Torhaus mit Fachwerk-Obergeschoss, massives giebelständiges Seitengebäude mit Porphyrtuffgliederungen, Fachwerk-Scheune, baugeschichtlich von Bedeutung. Wohnhaus alt, aber stark verändert, massives Stallgebäude mit Halbrundfenster im Giebel, Krüppelwalmdach, Inschrift „1837“ (?). | 08971452 |

## Tabellenlegende
- Bild: Bild des Kulturdenkmals, ggf. zusätzlich mit einem Link zu weiteren Fotos des Kulturdenkmals im Medienarchiv Wikimedia Commons. Wenn man auf das Kamerasymbol klickt, können Fotos zu Kulturdenkmalen aus dieser Liste hochgeladen werden:
- Bezeichnung: Denkmalgeschützte Objekte und ggf. Bauwerksname des Kulturdenkmals
- Lage: Straßenname und Hausnummer oder Flurstücknummer des Kulturdenkmals. Die Grundsortierung der Liste erfolgt nach dieser Adresse. Der Link (Karte) führt zu verschiedenen Kartendiensten mit der Position des Kulturdenkmals. Fehlt dieser Link, wurden die Koordinaten noch nicht eingetragen. Sind diese bekannt, können sie über ein Tool mit einer Kartenansicht einfach nachgetragen werden. In dieser Kartenansicht sind Kulturdenkmale ohne Koordinaten mit einem roten bzw. orangen Marker dargestellt und können durch Verschieben auf die richtige Position in der Karte mit Koordinaten versehen werden. Kulturdenkmale ohne Bild sind an einem blauen bzw. roten Marker erkennbar.
- Datierung: Baubeginn, Fertigstellung, Datum der Erstnennung oder grobe zeitliche Einordnung entsprechend des Eintrags in der sächsischen Denkmaldatenbank
- Beschreibung: Kurzcharakteristik des Kulturdenkmals entsprechend des Eintrags in der sächsischen Denkmaldatenbank, ggf. ergänzt durch die dort nur selten veröffentlichten Erfassungstexte oder zusätzliche Informationen
- ID: Vom Landesamt für Denkmalpflege Sachsen vergebene, das Kulturdenkmal eindeutig identifizierende Objekt-Nummer. Der Link führt zum PDF-Denkmaldokument des Landesamtes für Denkmalpflege Sachsen. Bei ehemaligen Kulturdenkmalen können die Objektnummern unbekannt sein und deshalb fehlen bzw. die Links von aus der Datenbank entfernten Objektnummern ins Leere führen. Ein ggf. vorhandenes Icon  führt zu den Angaben des Kulturdenkmals bei Wikidata.